# Topoli, Haivoron
Topoli (în ucraineană Тополі) este o comună în raionul Haivoron, regiunea Kirovohrad, Ucraina, formată numai din satul de reședință.

## Demografie
Componența lingvistică a comunei Topoli
     Ucraineană (98,65%)
     Alte limbi (1,36%)
Conform recensământului din 2001, majoritatea populației comunei Topoli era vorbitoare de ucraineană (98,65%), existând în minoritate și vorbitori de alte limbi.